# 282
| [ Edytuj tabelę ] |                                  |
| Król Aksum        | - 270 Endubis 300                |
| Cesarz Chin       | - 265 Sima Yan 290               |
| Władca Korei      | - 270 Sŏch’ŏn 292                |
| Papież            | - 275 Eutychian 283              |
| Król Persji       | - 276 Bahram II 293              |
| Cesarz Rzymu      | - 276 Probus 282 - 282 Karus 283 |

Rok 282 / CCLXXXII
stulecia: II wiek ~
III wiek ~
IV wiek

lata: 272 «
277 «
278 «
279 «
280 «
281 «
282
» 283
» 284
» 285
» 286
» 287
» 292

## Wydarzenia
Europa
- Cesarz rzymski Probus zginął podczas buntu legionów, które obwołały cesarzem Karusa.

Azja
- Założono klasztor buddyjski Ayuwang si w chińskiej prowincji Zhejiang.

## Zmarli
- Maksym z Aleksandrii, biskup.
- Probus, cesarz rzymski (ur. 232).